# Groupe d’armées no 3
Pour les articles homonymes, voir GA3.
Le groupe d’armées no 3 (GA 3) est constitué à la déclaration de guerre en septembre 1939 sur le théâtre d’opération « Nord-Est » (ce dernier couvre tout le Nord et l'Est du territoire français et est commandé par le général Georges), s'étendant de la mer du Nord au Jura.
Ce groupe d'armées est commandé par le général Besson et couvre la moitié sud de l'Alsace ainsi que la Franche-Comté, à droite du groupe d'armées no 1 (déployé le long de la frontière franco-belge jusqu'à Sedan) et du groupe d'armées no 2 (en Lorraine et sur la moitié nord de l'Alsace).

## Composition
Le GA 3 est chargé de la défense d'une portion de la ligne Maginot (secteur fortifié de Colmar, SF Mulhouse, SD puis SF Altkirch, SD Montbéliard et SF Jura), mais compte aussi des divisions maintenues en réserve derrière le massif du Jura.
Le groupe est composé des armées suivantes, au 10 mai 1940 :
- 6e armée (général Touchon) ;
- 8e armée (général Garchery).

Après la percée par les forces allemandes du front de la 9e armée française (faisant partie du GA 1) sur la Meuse, le GA 3 est dépêché à la mi-mai pour constituer avec de nouvelles unités un front sur la Somme et l'Aisne.
Composition au 5 juin 1940 (sur la « ligne Weygand » de l'ouest vers l'est) :
- 10e armée (général Altmayer) ;
- 7e armée (général Frère) ;
- 6e armée (général Touchon).

À la droite du GA 3, de l'Aisne à la ligne Maginot, le groupe d'armées no 4 prolonge la « ligne Weygand ». Ce front improvisé en moins de deux semaines est enfoncé par les Allemands après une semaine de combats acharnés sur la Somme puis l'Aisne. Le 12 juin, ces derniers franchissant la basse-Seine, l'ordre de repli est donné.
Composition au 15 juin 1940 (repli sur la Loire en cours, de l'ouest vers l'est) :
- 10e armée (général Altmayer) + corps de cavalerie (général de Laurencie) ;
- Armée de Paris (général Héring) + 4e DCR ;
- 7e armée (général Frère) ;
- Éléments de la 6e armée.

Tandis que les secteurs les mieux fortifiés de la ligne Maginot tiennent bon et que les blindés allemands foncent vers la Suisse pour encercler à l'est les GA 4 et 2, le GA 3 combat en se repliant vers le centre de la France, en incorporant au fur et à mesure des unités régionales ou les élèves des écoles militaires. Les unités se déplacent de nuit et combattant de jour, sur deux échelons selon la tactique employée depuis le 12 juin par le général Frère (à la tête de la 7e armée).
Après l'annonce prématurée d'un armistice, le général Besson lance au soir du 17 juin à ses hommes qui se battent alors sur le Cher et la Loire : « Il n'y a ni armistice, ni suspension d'armes. La bataille continue. ».	
Au 25 juin 1940, le GA 3 commandé par le général Besson constitue le gros de ce qui reste du corps de bataille français.
Le 26 juin, des instructions sont données dans plusieurs unités du GA 3 : « la récupération et la remise en état des matériels abandonnés doit être entreprise ». Nombre de ces matériels prendront la direction de dépôts clandestins.
Enfin, nombre d'unités du GA 3, restées en ordre de marche jusqu'au bout, suivront les troupes allemandes jusqu'à la ligne de démarcation.